# Collateral Defect
Collateral Defect è il sesto album studio del gruppo symphonic black metal italo-austriaco Graveworm.
Con questo lavoro il gruppo prosegue la trasformazione stilistica intrapresa con il precedente (N)utopia, volta a una riduzione della melodia e a un'accelerazione dei ritmi.. Sebbene ritenuto un album di buona qualità, ha finito per scontentare gran parte dei fan e dei critici, che lo hanno giudicato un'involuzione qualitativa rispetto al precedente (N)utopia.

## Tracce
1. Reflections – 2:27
2. Bloodwork – 3:29
3. Touch of Hate – 3:08
4. Suicide Code – 3:51
5. The Day I Die – 5:11
6. Fragile Side – 4:20
7. I Need a Hero (Bonnie Tyler cover) – 4:33
8. Out of Clouds – 3:53
9. Scars of Sorrow – 3:54
10. Memories – 6:15

## Formazione
- Stefan Fiori - voce
- Sabine Meir - tastiere
- Maschtl Innerbichler - batteria
- Harry Klenk - chitarra
- Eric Righi - chitarra
- Thomas (Stirz) Orgler - chitarra